# Denovali Records
Denovali Records ist ein 2005 gegründetes Independent-Label.

## Geschichte
Das Label wurde 2005 von Timo Alterauge und Thomas Hack gegründet. Der Name ist eine Anspielung auf Novalis.
Seit 2007 kuratiert und organisiert Denovali internationale Musikfestivals (bis 2015 Denovali-Swingfest, seitdem Denovali Festival). Sie fanden u. a. in Essen (seit 2009), London und Berlin statt. In Zusammenhang mit dem Start des Labels in 2005 eröffnete Denovali einen Online-Plattenladen, über den auch Alben anderer Musiklabels angeboten werden.
Ein Markenzeichen von Denovali sind die Plattencover, die einheitlich ohne Bilder der Interpreten gestaltet sind.

## Schwerpunkte
Denovali konzentriert sich explizit auf Nischen. Im Programm überwiegen Veröffentlichungen avantgardistischer Musik aus dem popkulturellen Spektrum, die von elektronischer Musik wie Ambient und Electronica zu Titeln im Spannungsfeld zwischen Jazz, Drone Doom, Dark Jazz, Modern Classical bis hin zur Sound Art reichen.

## Künstler (Auswahl)
- Bersarin Quartett
- Blueneck
- Celeste
- Contemporary Noise Sextet
- Dale Cooper Quartet & the Dictaphones
- Dictaphone
- Elektro Guzzi
- Ricardo Donoso
- Greg Haines
- Hidden Orchestra
- The Kilimanjaro Darkjazz Ensemble
- Kodiak
- Thomas Köner
- The Lovecraft Sextet
- The Mount Fuji Doomjazz Corporation
- Nadja
- Nadia Struiwigh
- Philipp Rumsch Ensemble
- Povarovo
- Omega Massif
- Sankt Otten